# Joseph Tsai
Joseph Chung-Hsin Tsai (cinese:蔡崇信; Taipei, gennaio 1964) è un imprenditore e filantropo taiwanese con cittadinanza canadese, cofondatore e presidente della multinazionale tecnologica cinese Alibaba Group. Possiede i Brooklyn Nets dell'American National Basketball Association (NBA), i New York Liberty della Women's National Basketball Association (WNBA), i San Diego Seals della National Lacrosse League (NLL), i Las Vegas Desert Dogs, il Barclays Center. Il patrimonio netto di Tsai è stimato nel giugno 2025 da Forbes in 11,2 miliardi di dollari.

## Biografia
Joseph Tsai è nato a Taipei, Taiwan, da Paul C. Tsai (Cinese:蔡中曾, d. 4 maggio 2013), un avvocato di seconda generazione, e Ruby Tsai. Ha tre fratelli più piccoli, Eva, Vivian e Benjamin. La famiglia Tsai fuggì a Taiwan durante l'esodo del Kuomintang dopo che il Partito Comunista Cinese prese il controllo della Cina continentale nel 1949. All'età di 13 anni, Tsai fu mandato negli Stati Uniti per frequentare la Lawrenceville School di Lawrenceville, nel New Jersey, dove giocò sia a lacrosse che a football (difensore) ed era un membro della Cleve House.  Tsai si iscrisse all'università frequentata da suo padre, Yale University. Ha giocato per la squadra di lacrosse varsity di Yale per quattro anni ed è rimasto un sostenitore della squadra.
Tsai ha conseguito un B.A. in Economia e studi sull'Asia orientale presso lo Yale College nel 1986. Nel 1990, ha conseguito un J.D. presso la Yale Law School, dove è stato redattore di articoli della Yale Law & Policy Review.

## Carriera
Tsai è diventato dopo la laurea un associato fiscale presso lo studio legale di Sullivan & Cromwell ed è stato ammesso come avvocato all'ordine degli avvocati di New York il 6 maggio 1991.  Dopo tre anni presso lo studio legale, è passato al private equity ed è entrato a far parte di Rosecliff, Inc., una piccola società di management buyout con sede a New York, come vicepresidente e consulente generale. È partito per Hong Kong nel 1995 per entrare a far parte di Investor AB, dove era responsabile degli investimenti di private equity asiatici.
Fu in questo ruolo che incontrò per la prima volta Jack Ma nel 1999 a Hangzhou dopo essere stato presentato da un amico che stava cercando di vendere la propria azienda a Ma. Tsai è rimasto colpito dall'idea di Ma di creare un mercato internazionale di importazione ed esportazione, così come dalla sua personalità, ma sono stati i seguaci di Ma e la loro energia ed entusiasmo che alla fine hanno convinto Tsai.  Più tardi quell'anno lasciò il lavoro da 700.000 dollari all'anno presso Investor AB e si unì a Ma come membro del team fondatore per quasi nulla. All'epoca ciascuno dei 18 co-fondatori di Alibaba – di cui Tsai era l'unico membro istruito in Occidente – accettava uno stipendio di soli 600 dollari all'anno. È stato Chief Operating Officer, Chief Financial Officer e membro fondatore del consiglio di amministrazione. Ha stabilito da solo la struttura finanziaria e legale di Alibaba, dal momento che nessun altro membro del team aveva alcuna esperienza nel capitale di rischio o nel diritto. Nel maggio 2013, è diventato vicepresidente esecutivo di Alibaba. È diventato il secondo più grande azionista individuale di Alibaba dopo Ma.

## Vita privata

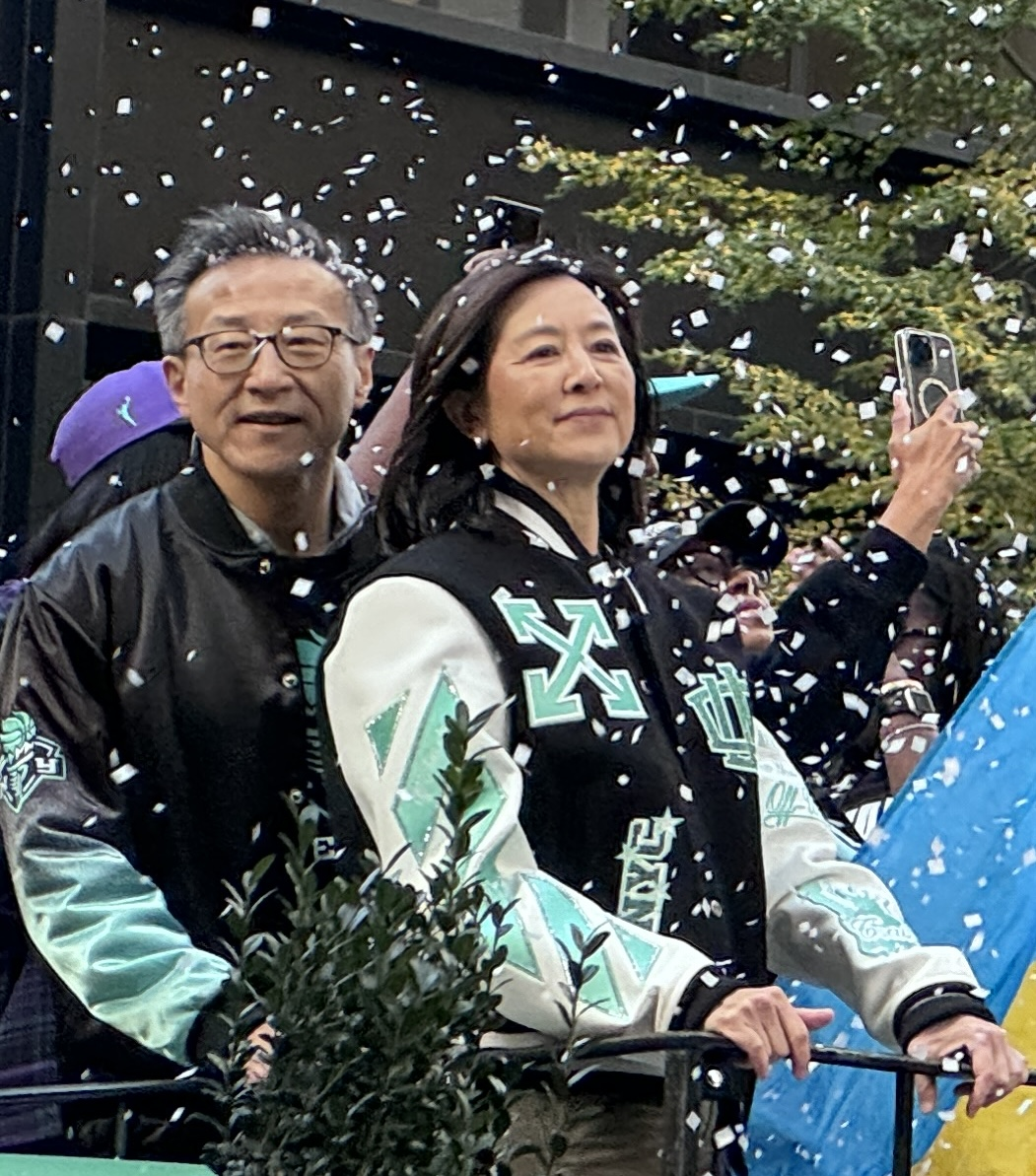
Joe Tsai e Clara Wu Tsai alla parata del Liberty Ticker Tape di New York del 2024

Tsai possiede passaporti canadesi e di Hong Kong.  È sposato con Clara Ming-Hua Wu, una nipote di Wu San-lien, il primo sindaco eletto della città di Taipei.  Wu trascorse la sua infanzia a Lawrence, Kansas, e si diplomò alla Lawrence High School. Wu si è anche laureata alla Stanford University, dove ha studiato relazioni internazionali, e ha conseguito un MBA presso la Harvard Business School. È consulente per Taobao.
Tsai e Wu hanno tre figli. Hanno vissuto a Hong Kong per oltre un decennio, anche se ora risiedono principalmente nel quartiere La Jolla di San Diego, in California. Ha anche un appartamento nella Billionaires' Rowdi Manhattan. Tsai trascorre ancora gran parte del suo tempo a Hong Kong per affari e, a partire da novembre 2019, ha ancora una casa a Hong Kong. Wu è membro del consiglio di amministrazione della Bishop's School.